# Sentimento westernato
Sentimento westernato è il secondo album del cantautore Bugo uscito nel 2001. 

## Descrizione
Il disco è stato registrato da Roberto Rizzo (già tastierista dei R.U.N.I) al GiBulgaro di Cernusco sul Naviglio (MI) tra gennaio e luglio 2000. Grazie a questo album, Bugo emerge dalla scena alternativa, apparendo per la prima volta in televisione nel programma Supersonic su MTV. Questa comparsata gli varrà il successivo interesse da parte delle case discografiche major.

## La copertina
(Bugo)

## Tracce
1. Vorrei avere un dio
2. Bicchiere nella birra
3. Sei bella come il dì
4. Bisogna fare quello che conviene
5. Quando siamo stanchi
6. Siamo tutti eroi
7. L'occhio è lo specchio
8. Pepe nel culo
9. L'amore è spentoff
10. Un'altra giornata comincia
11. Io berrò alcol
12. Benzina mia
13. Son drogato di lavoro
14. Era un casino che non ti si vedeva

## Crediti
- Bugo: voce, chitarra, basso, batteria
- Fabio: chitarra, cori, percussioni
- Daniele: batteria
- Tandro: basso
- Roberto: voce, percussioni
- Giamma: sassofono
- Elvis: percussioni